# 유령인간
유령인간(幽靈人間: Visible Secret)은 홍콩에서 제작된 안 휘 감독의 2001년 영화이다. 진혁신 등이 주연으로 출연하였고 광문위 등이 제작에 참여하였다.

## 출연

### 주연
- 진혁신
- 서기
- 이찬삼
- 황추생
- 곡조림
- 장달명
- 유영
- 황점
- 혜영홍
- 여요상

### 조연
- 이롱이
- 카리

## 제작진
- 미술: 장세굉